# Sylvia Earle
Sylvia Alice Earle (Gibbstown, 30 augustus 1935) is een Amerikaanse oceanografe, diepzeeonderzoekster en auteur. Van 1990 tot 1992 was dr. Earle Chief Scientist van de Amerikaanse National Oceanic and Atmospheric Administration. Sinds 1998 is ze "explorer-in-residence" bij National Geographic. Ze heeft meer dan 100 expedities geleid en houdt het vrouwelijke diepterecord voor solo-duiken in een mini-duikboot. Ze heeft drie bedrijven gestart die duikbootjes ("submersibles") bouwen. Ze zit in het bestuur van diverse bedrijven en stichtingen en is voorzitter van de adviescommissie voor de oceaan van Google Earth.

## Carrière
Sylvia Earle heeft een Ph.D. van Duke University in Durham, North Carolina en 19 eredoctoraten. Daarnaast is ze "fellow" van de AAAS, de Marine Technology Society, de California Academy of Sciences, en de World Academy of Arts and Sciences.
In 1970 leidde zij het eerste vrouwelijke team van "aquanauten", die wekenlang op grote diepte doorbrachten, gedurende het Tektite Project. In 1979 vestigde ze het vrouwelijke diepterecord (381 meter) tijdens een duik naar de zeebodem bij Oahu.  In 1982 startte ze samen met haar toenmalige echtgenoot, de ingenieur en duikbootontwerper Graham Hawkes, het bedrijf Deep Ocean Engineering. Dat ontwerpt, bedient en onderhoudt kleine duikboten die worden gebruikt voor onderhoudswerkzaamheden, wetenschappelijk en politieonderzoek etc. In een van deze onderzoeksduikboten (Deep Rover) evenaarde ze in 1986 het door haar echtgenoot gehouden diepterecord voor solo-duiken in een duikboot (1000 meter). In 1992 startte ze het bedrijf Deep Ocean Exploration and Research (DOER Marine Operations) dat eveneens uitrustingen ontwerpt, bouwt en bedient voor de diepzee. In totaal heeft ze meer dan 7000 uur onderwater doorgebracht in verband met onderzoek.
Dr. Earle heeft meerdere boeken geschreven, waaronder kinderboeken over koraalriffen en onderwaterfauna. Ze heeft in meer dan 80 landen lezingen gegeven.
In 2009 richtte ze Mission Blue op om beschermde marine zones te vormen, de zgn. Aires Marines Protégées (AMP), die zij hope spots noemde, waarvan er in 2024 al 160 waren.

## Prijzen en andere erkenning
Earle heeft vele prijzen voor leiderschap, wetenschappelijke verdiensten, natuurbescherming etc. ontvangen. In oktober 2000 werd ze opgenomen in de "National Women's Hall of Fame". Door de Library of Congress wordt ze aangemerkt als "Living Legend" Door het tijdschrift Time werd ze als eerste persoon uitgeroepen tot Hero for the Planet (Held voor de planeet).  In 1981 kreeg ze door prins Bernhard de Orde van de Gouden Ark uitgereikt, een internationale ridderorde voor verdiensten op het gebied van natuurbescherming.
In 2009 won Silvia Earle een "TED Prize" Met de hulp van TED lanceerde ze vervolgens Mission Blue, met als doel het realiseren van beschermde zeegebieden (die zij Hope Spots noemt) over de hele wereld, om de oceanen een kans te geven zich te herstellen van overbevissing, verzuring en vervuiling.